# Braulio René Mayen García
Braulio René Mayen García (20 de marzo de 1961–20 de agosto de 2014) fue General de Brigada, perteneciente al Ejército de Guatemala quién estuvo activo durante 32 años como Oficial del Ejército en el arma de Infantería. Braulio René Mayén García fue un reconocido Kaibil en la Institución  castrense, fue uno de los fundadores del curso de fuerzas especiales Kaibil al momento de su traslado de la Pólvora, Petén hacia Poptún, Petén. En los últimos años de su carrera militar, fungió como Director de diversos Institutos Adolfo V. Hall ubicados en diferentes puntos del país, además, fue Comandante de la Brigada de Tropas Paracaidistas “General Felipe Cruz” ubicada en el Puerto San José, Siendo su último y más importante  nombramiento como Comandante de la Quinta Brigada de Infantería “Mariscal Gregorio Solares” ubicada en el Departamento de Huehuetenango, puesto que ejercía al momento del trágico percance en helicóptero el 20 de agosto del 2014 en donde fallecieron otros 4 oficiales del Ejército, hecho que alcanzó a ser noticia a nivel internacional. El entonces Presidente, Otto Pérez Molina declaró 3 días de Luto Nacional.

## Biografía
El General Mayen nació en 1961 en la Ciudad de Guatemala, en el seno de una familia Militar. Su padre, abuelo y bisabuelo fueron miembros del Ejército de Guatemala. Su ascendencia era alemana por parte de su padre (siendo parte de las familias alemanas asentadas en las Verapaces) y española por parte de su madre (siendo parte de los descendientes de españoles establecidos en el oriente del país). El nivel primario lo estudió en la Escuela Nacional para varones Unidad 25 de junio, ubicada en la zona 5 de la Ciudad Capital. A la edad de 12 años, ingresó como caballero alumno al Instituto Adolfo V. Hall Central, como parte de la Promoción No. 21. Posteriormente, ingresó a la Escuela Politécnica en el año 1978 formando parte de la promoción 96, su número de Antigüedad es el 3940. Obtuvo el grado de Subteniente en el arma de Infantería, el 19 de diciembre de 1981.

## Carrera
El primer lugar en donde fungió  de alta como oficial fue la zona militar "Capitán General Rafael Carrera" ubicada en el departamento de Zacapa, a inicios del año 1982, en donde tuvo inicio su exitosa trayectoria militar.  Fue un reconocido deportista, Paracaidista, Kaibil y Francotirador, su número de Kaibil es el "313". Junto a otros distinguidos Kaibiles, fue uno de los fundadores de la <<Escuela Kaibil>> al momento de su traslado de la Pólvora, Petén hacia Poptún, Petén, por lo cual, fue colocada una placa en su honor en la Brigada de Fuerzas Especiales Kaibil "General de Brigada Pablo Nuila Hub". 
En diciembre del 2012 fue ascendido a General de Brigada, mientras era Comandante de la Brigada de Paracaidistas "General Felipe Cruz" ubicada en el Puerto San José, Escuintla. El General Mayen tenía el grado de <<Paracaidista Maestro>>, rango más alto en la rama del Paracaidismo Militar.  
En el año 2013, debido a su alta capacidad operativa y estratégica, fue nombrado Comandante de la Quinta Brigada de Infantería "Mariscal Gregorio Solares" ubicada en el Departamento de Huehuetenango, Brigada que es considerada como la más grande e importante de Guatemala, debido a la cobertura de su jurisdicción y coyuntura de problemas sociopolíticos que presentan los departamentos a cargo de esa Brigada (Huehuetenango, Quiché, Quetzaltenango, Sololá).

## Distintivos y condecoraciones
A lo largo de su carrera Militar obtuvo varias condecoraciones entre las cuales se mencionan:
- Distintivo de Centerario del Estado Mayor de la Defensa Nacional.
- Distintivo de 1.ª Citación en Orden General, Estrella de bronce.
- Distintivo Estrella de Plata.
- Distintivo de Tirador.
- Medalla Monja Blanca 1.ª Clase.
- Medalla de Conducta.
- Cruz de Servicio Distinguido
- Medalla Militar Deportiva.
- Cruz de Servicios Distinguidos por Duplicación.
- Cruz de Mérito Militar de 2.ª Clase.[1]
- Entre otros.

## Vida personal
Contrajo matrimonio con Wanda Herrera, con quien tuvieron 3 Hijos: Kristel, Yenilinn y Jonathan. Su hijo menor Jonathan estudió  la carrera militar en la Academia Militar "Agulhas Negras" ubicada en Resende, Brasil; y se graduó como oficial del ejército en el arma del Cuerpo de Ingenieros en diciembre de 2020.

## Accidente aéreo
El 20 de agosto del 2014 el General Mayen estuvo en un trágico accidente aéreo en el área de El Nentón, Huehuetenango, al momento de hacer un recorrido y supervisión a los diferentes destacamentos establecidos en el área norte de ese Departamento. En ese momento, el General Mayen era el Comandante de la Quinta Brigada de Infantería ubicada en Huehuetenango. Según reportes, El helicóptero 'Bell 206' de la FAG (Fuerza Aérea Guatemalteca), en donde se transportaba el General Mayen junto a otros 4 oficiales, sufrió complicaciones por condiciones climatológicas no adecuadas. El Ejército de EE. UU. por medio del Comando Aéreo del Sur, realizó un análisis del accidente por medio de diversas piezas del helicóptero, sin embargo el Ministerio de la Defensa de Guatemala nunca dio acceso al reporte final. El accidente tuvo impacto a nivel castrense y nivel nacional, dicho hecho fue cubierto por medios de comunicación a nivel internacional, por la magnitud del caso. Los 5 oficiales afectados en el accidente recibieron los más altos honores militares por haber perdido la vida en el cumplimiento de su deber. El entonces Presidente, Otto Pérez Molina, declaró 3 días de Luto Nacional. Las Banderas de cada Brigada, Base, Comando, Cuartel e Institución Militar incluyendo el Ministerio de la Defensa Nacional, se mantuvieron a media asta, y se realizaron honores a los oficiales fallecidos en el cumplimiento de su deber de forma diaria a las 1800 horas, por 1 mes.

## Honores
El General Mayen junto a los 4 oficiales involucrados en el accidente aéreo, recibieron los más altos Honores Militares al momento del velorio, en el Salón de los Espejos ubicado en la Primera Brigada de Infantería del Comando Regional Central "Mariscal Zavala", a donde asistieron miles de personas incluyendo los Altos Mandos, Diplomáticos, Embajadores y miembros de Ejércitos de Países Amigos. Gobiernos de Países como México y Estados Unidos mostraron sus condolencias a sus Familiares.  Al momento del sepelio, se cerró la Avenida Reforma de la ciudad de Guatemala, formando una cuadra de Caballeros Cadetes, Soldados del ejército y Oficiales frente a la Antigua Escuela Politécnica, mostrando el Saludo Militar al carro en donde era trasladado el General Mayen García hacia el Cementerio las Flores. Al arribo al Cementerio, se rindieron altos Honores Militares, el entonces Ministro de la Defensa Nacional, General López Ambrosio hizo entrega la Medalla de "Cumplimiento del Deber" a su Familia. En el entierro del General Mayen le rindieron Honores tanto miembros del Ejército de Guatemala como de Estados Unidos.  
El 22 de agosto del año 2014, Sargentos Mayores y Oficiales, <<Paracaidistas Expertos>>, realizaron un salto de paracaidismo en Homenaje a los Oficiales caídos en el cumplimiento de su deber. 
En el año 2015 se inauguró por medio de actos Militares, una pista de obstáculos con el nombre del General Mayen, en la Quinta Brigada de Infantería "Mariscal Gregorio Solares", ya que antes del accidente el General Mayen realizó la planificación de los obstáculos y la formación de los mismos.
En octubre del año 2014, se inauguró  por medio de Actos Militares y el Acuerdo Ministerial 22-2014, las canchas del Complejo Deportivo del Comando Superior de Educación del Ejército, con el nombre del General Mayen García en las canchas de tenis dada su entrega y profesionalismo en este deporte.

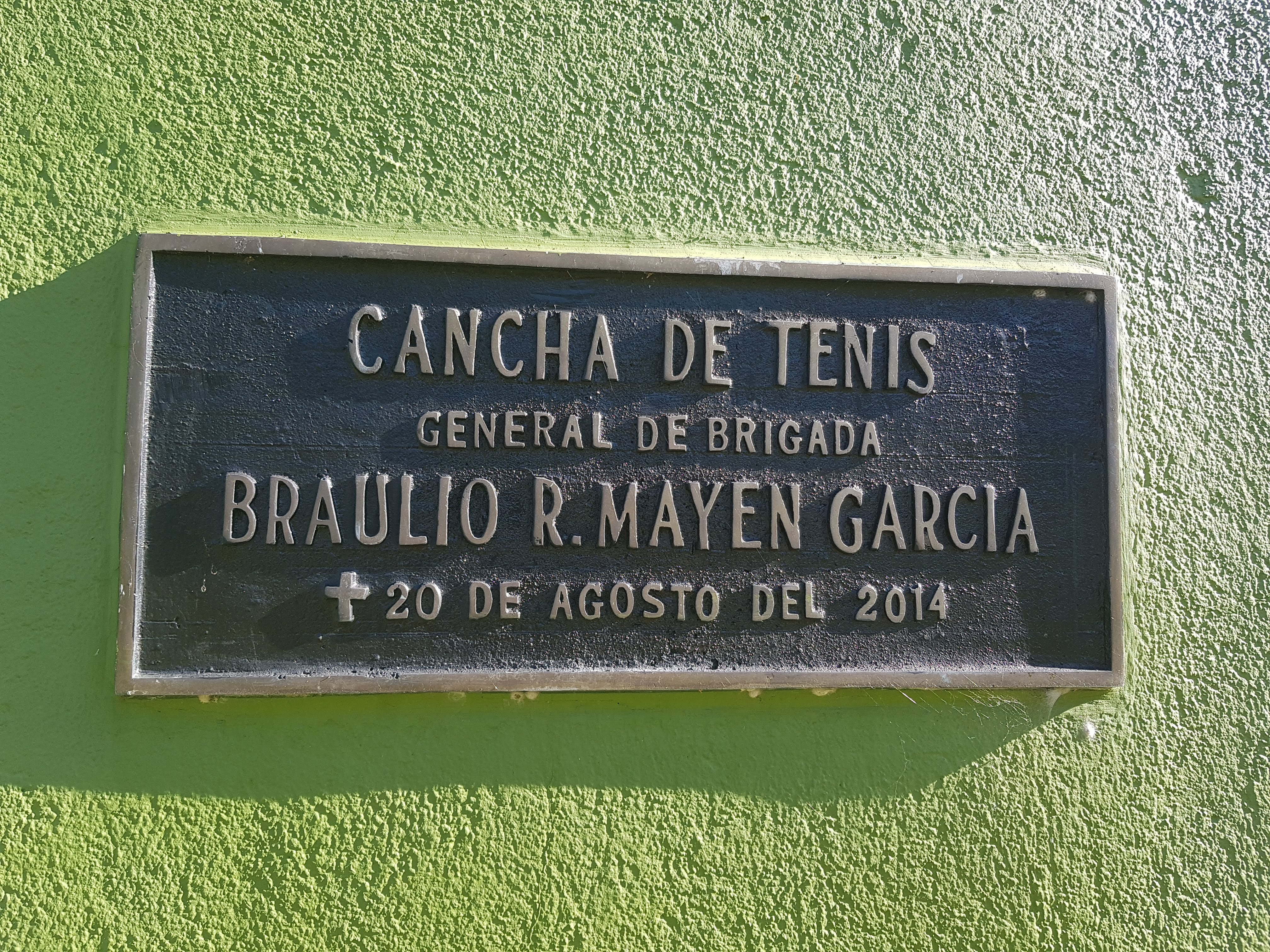
Cancha de Tenis "General de Brigada Braulio René Mayen García", ubicada en las Instalaciones del Comando Superior de Educación del Ejército de Guatemala (COSEDE).

En el año 2016, se inauguró un monumento a los Fundadores de la Escuela de Fuerzas Especiales Kaibil en Poptún, Petén; en donde se hace mención y homenaje al General Mayen García.